# Fenerbahçe Spor Kulübü 2012-2013 (pallavolo maschile)
Questa voce raccoglie le informazioni riguardanti il Fenerbahçe Spor Kulübü nella stagione 2012-2013.

## Organigramma societario
Area direttiva
- Presidente: Aziz Yıldırım

Area organizzativa
- Team manager: Dariusz Stanicki

Area tecnica
- Allenatore: Daniele Bagnoli (fino a dicembre), Fabio Soli (da dicembre)
- Secondo allenatore: Fabio Soli (fino a dicembre), Sinan Dülgar
- Statistico: Serhat Özyağmur

## Rosa
| N° | Nome            | Ruolo | Data di nascita   | Nazionalità sportiva |
| -- | --------------- | ----- | ----------------- | -------------------- |
| 1  | Turgay Doğan    | S     | 14 febbraio 1984  | Turchia              |
| 2  | Cem Köy         | P     | 24 gennaio 1994   | Turchia              |
| 3  | Ahmet Toçoğlu   | C     | 13 marzo 1980     | Turchia              |
| 4  | Hakan Fertelli  | C     | 4 febbraio 1975   | Turchia              |
| 5  | İbrahim Başaran | C     | 13 luglio 1985    | Turchia              |
| 6  | Matej Černič    | S     | 13 settembre 1978 | Italia               |
| 7  | Leonel Marshall | S     | 25 settembre 1979 | Cuba                 |
| 8  | Burak Hazırol   | L     | 10 marzo 1991     | Turchia              |
| 9  | Soner Mezgitçi  | S     | 16 febbraio 1981  | Turchia              |
| 10 | Arslan Ekşi     | P     | 17 luglio 1985    | Turchia              |
| 11 | Kemal Kayhan    | C     | 2 gennaio 1983    | Turchia              |
| 12 | Novica Bjelica  | C     | 9 febbraio 1983   | Serbia               |
| 13 | Sercan Abanoz   | P     | 9 luglio 1986     | Turchia              |
| 14 | Ivan Miljković  | S/O   | 13 settembre 1979 | Serbia               |
| 15 | Metin Toy       | S/O   | 3 maggio 1994     | Turchia              |
| 17 | Berke Sağır     | P     | 17 dicembre 1993  | Turchia              |
| 18 | Serkan Kılıç    | L     | 31 maggio 1984    | Turchia              |